# Beccaris
Beccaris ist ein ehemaliges italienisches Karosseriebauunternehmen aus Turin. Über rund 20 Jahre war der Betrieb unter mehreren Firmierungen und mit verschiedenen Beteiligten aktiv. Gebräuchlich ist auch die übergreifende Bezeichnung Carrozzeria Beccaris.
Maßgebliche Personen waren vor allem Carlo Beccaris und sein Vater Temistocle. Bedeutung erlangte das Unternehmen insbesondere durch die Zusammenarbeit mit dem Automobilhersteller Abarth in den Jahren 1960 bis 1962, dort mit der Spezialisierung auf Leichtmetall-Karosserien für Straßen- und Rennsportwagen. Bei Abarth folgte Beccaris auf Zagato sowie die Brüder Corna und wurde seinerseits durch die Carrozzeria Sibona-Basano abgelöst.

## Die maßgeblichen Personen
Temistocle Beccaris wurde am 24. April 1899 in Montegrosso d’Asti in der Region Piemont geboren; er starb am 17. November 1975 in Turin. Aus seiner Ehe mit Maggiorina Beccaris, geb. Gonella (1906–1985) ging der am 31. Mai 1927 in Turin geborene Sohn Carlo Beccaris hervor. Er war nach seinem Großvater väterlicherseits benannt und starb am 11. Januar 1990 im piemontesischen Monteu da Po.
Temistocle Beccaris trat auch als Erfinder in Erscheinung: Gemeinsam mit Giovanni Beccaris aus Turin wurde ihm am 18. Mai 1937 unter der Nummer 348373 ein Patent für die Verbesserung von Hydraulikdämpfern für Automobile und ähnliche Fahrzeuge erteilt.

## Unternehmensgeschichte

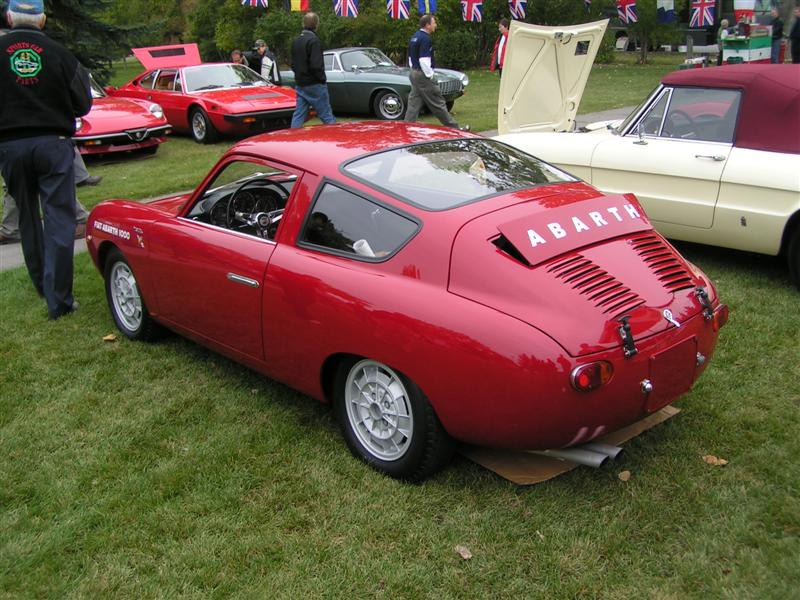
Fiat Abarth 1000 Bialbero von 1961 mit einer Karosserie von Beccaris (Rundheck mit Lüftungsklappe in der Motorhaube)

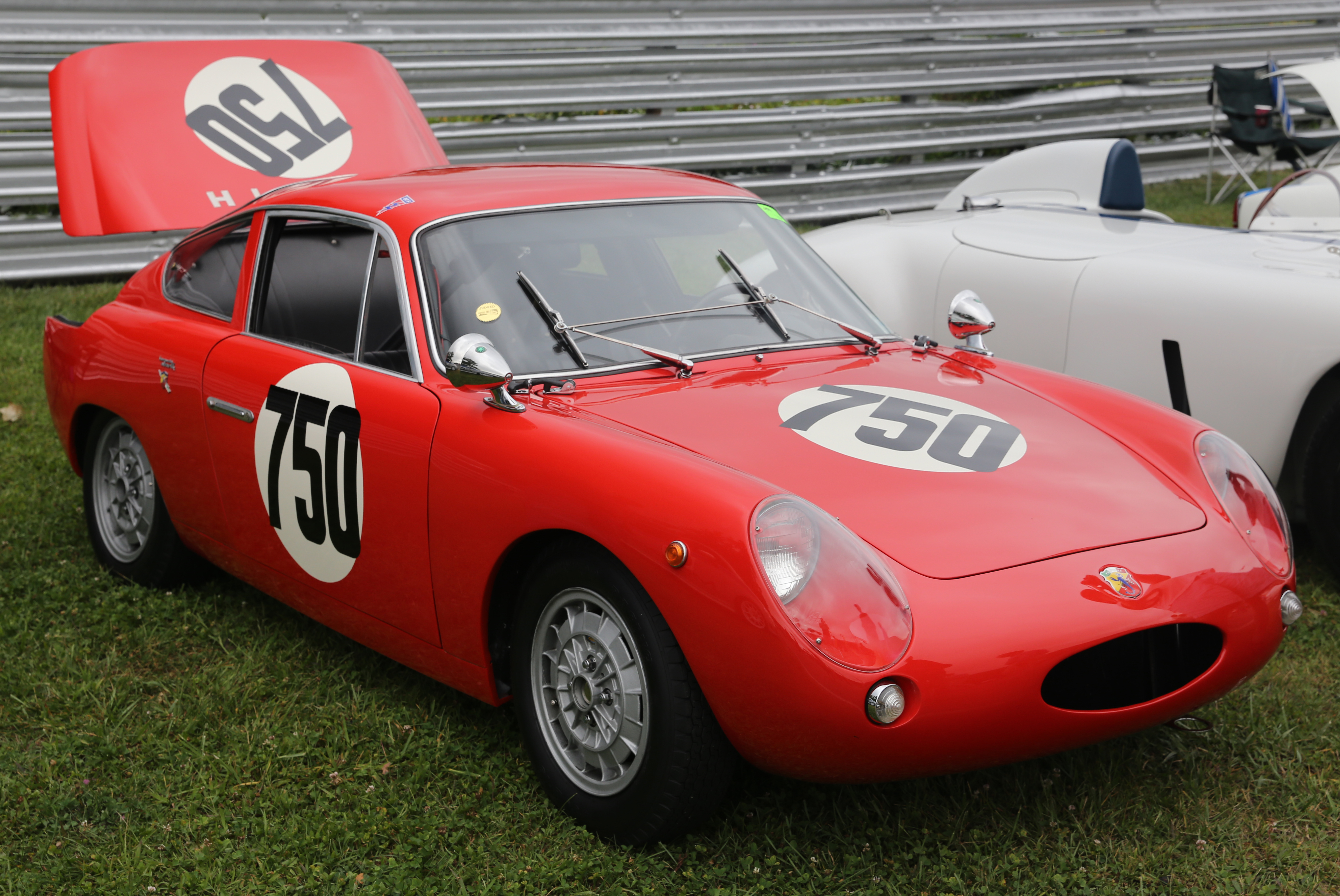
Fiat Abarth Monomille mit einer Karosserie von Beccaris aus dem Jahr 1962 („Shortnose“ mit verschalten Scheinwerfern und mit „Ducktail“, also hinterer Spoilerkante auf dem Motordeckel)

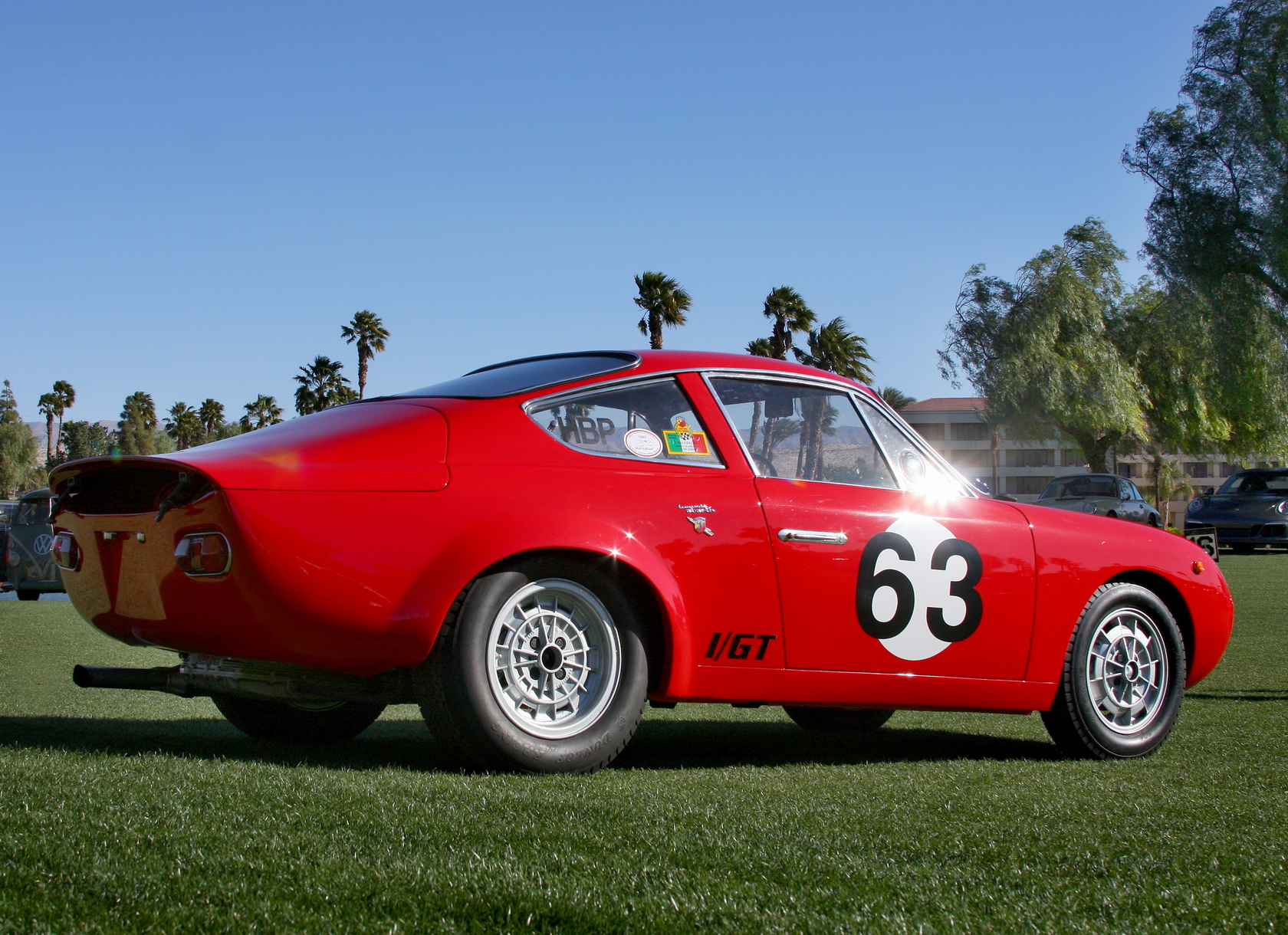
Fiat Abarth 1000 Bialbero mit einer Karosserie von Beccaris aus dem Jahr 1962 („Shortnose“ / „Ducktail“)

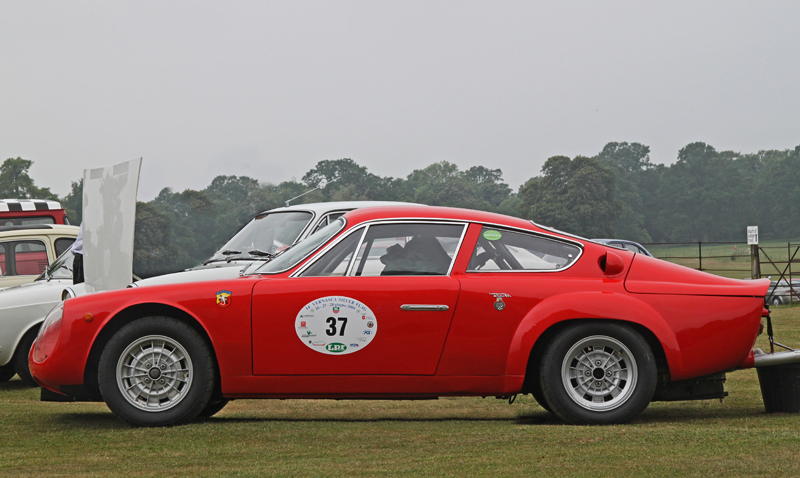
Der etwas größere Abarth Simca 2000 GT mit einer Karosserie von Beccaris aus dem Jahr 1962 („Shortnose“ / „Ducktail“)

### Die Unternehmen unter Führung von Temistocle Beccaris
Gegen Ende 1938 gründete Temistocle Beccaris als Einzelkaufmann eine kleine Spenglerei, die auf die Bearbeitung von Blechen zur Herstellung von Automobilkarosserien spezialisiert war. Er fertigte ganze Aufbauten und Einzelteile im Auftrag anderer Karosseriebauer. Im Jahr 1940 musste er seine handwerkliche Tätigkeit unterbrechen, als er im Zweiten Weltkrieg zum Fronteinsatz einberufen wurde, 1945 nahm er sie wieder auf. Der Unternehmenssitz befand sich ursprünglich in der Via Sostegno 83 am Rand der an Turin grenzenden Gemeinde Grugliasco; der Ort liegt in der Region Piemont in der damaligen Provinz Turin, musste den betreffenden Stadtteil jedoch 1945 an Turin abgeben. Im Jahr 1952 verlegte Beccaris den Sitz innerhalb Turins in die nahe gelegene Via Francesco De Sanctis 150/12 (heute: Via Santa Maria Mazzarello 30/12). Der Betrieb wuchs jedoch weiter und so gründete er 1955 ein neues, wesentlich größeres Unternehmen namens ILLAT.
ILLAT stand für Industria Lavorazione Lamiera Automobili Torino, auf Deutsch schlicht: Gewerbe zur Bearbeitung von Automobilblechen, Turin; es hatte die Rechtsform einer Società in accomandita semplice (S.a.s), die im deutschsprachigen Raum in etwa einer Kommanditgesellschaft entspricht. Weitere Gesellschafter neben Temistocle Beccaris waren sein Sohn Carlo sowie Michele Giovara. Der ursprünglichen Betriebsstätte stellten sie eine neue Werkstatt an der Via Col di Lana 32 zur Seite, die sie 1957 den Gebrüdern Corna, ebenfalls Karosseriebauern, überließen. Die Zusammenarbeit bestand formal bis 1960, als die Gesellschaft für zahlungsunfähig erklärt wurde. Vater und Sohn Beccaris hatten sich jedoch schon 1959 abgewandt und gemeinsam mit Egidio Teraschi eine neue Werkstatt eröffnet.
Die Gründe für den Niedergang des Unternehmens ILLAT sind nicht näher überliefert. Er fällt jedoch in eine Zeit, in der einige, auch namhafte Karosseriebaubetriebe die Fertigung einstellten, die ohne Spezialisierung nur im handwerklichen, nicht industriellen Stil produzierten. Beschleunigt wurde die Entwicklung durch den Übergang von Personenwagen mit separaten Fahrgestellen zu selbsttragenden Karosserien, die für den Aufbau individueller Einzelstücke und von Kleinserien schlechter geeignet waren. Parallel boten Großserienhersteller verstärkt selbst in Serie gefertigte Coupés, Cabriolets und Kombis zu günstigeren Preisen an.

### Das Unternehmen unter Führung von Carlo Beccaris
Im Jahr 1959 verließ Carlo Beccaris das von seinem Vater initiierte, bereits ruhende Unternehmen ILLAT. Er schloss sich mit Egidio Teraschi zusammen und gründete die Beccaris & Teraschi S.n.c. Als Rechtsform wählten sie eine Società in nome collettivo, die im deutschsprachigen Raum in etwa der offenen Handelsgesellschaft (oHG) entspricht. Sitz des neuen Unternehmens war die Strada Antica di Grugliasco 295 in Turin. Auch Temistocle Beccaris wirkte wieder mit.
Im Jahr 1960 kam es zur Zusammenarbeit mit dem Sportwagenhersteller Abarth. Beccaris spezialisierte sich auf die Bearbeitung von Leichtmetallblechen aus Aluminium-Legierungen und deren Zusammenbau zu gewichtssparenden Leichtmetallkarosserien, zumeist in geschlossener Form als Coupé, vereinzelt als minimalistische Rennsport-Spider. Der Anteil zeitaufwendiger Handarbeit blieb sehr hoch.
Trotz des wichtigen Abarth-Auftrags kam es 1962 zu finanziellen Schwierigkeiten. Die Stückzahlen blieben gering, vermutlich nur im zweistelligen Bereich. Auch fanden sich nicht genügend weitere Kunden für eine hinreichende Betriebsauslastung. Gegen Ende 1962 musste Beccaris & Teraschi schließen.

## VonBeccaris(alsBeccaris& Teraschi S.n.c.) karossierte Automobile

### Übersicht über die Fahrzeugmodelle
Belegt ist die Fertigung der kompletten Karosserien für mehrere Sportwagenmodelle:
- Fiat Abarth 700 / 750 / 800 / 850 Coupé Record Monza (GT) (1960 und ’61)[5][6][7]
- Fiat Abarth Monomille (1961 und ’62)[5][6][7]
  - Straßenversion mit vorgezogenen, stehenden Scheinwerfern
  - Straßenversion mit zurückversetzten, durch Plexiglas-Halbschalen abgedeckten Scheinwerfern
  - Rennsportversion mit zurückversetzten, durch Plexiglas-Halbschalen abgedeckten Scheinwerfern
- Fiat Abarth 700 / 1000 Bialbero (1961 und ’62)[5][6][7]
- Abarth Porsche 356 B Carrera GTL (1960): die letzten 3 von insgesamt 21 Exemplaren[8]
- Abarth Simca 1300 GT („Shortnose“, zunächst ohne, zuletzt mit „Ducktail“) (1961 und ’62)[9]
- Abarth Simca 2000 GT („Shortnose“ mit „Ducktail“) (1962)[9]

Ferner bestehen Anhaltspunkte, dass Beccaris zumindest einzelne Fahrzeuge für Abarth beziehungsweise Karosserieteile für weitere Modelle fertigte.
- Fiat Abarth 750 / 1000 / 1300 Spider Telaio Tubolare (Tipo 221 / 130 S / 131 / SE 04 / SE 05) (1961 und ’62) (gemeinsam mit bzw. nach der Carrozzeria Corna)[10]

Die Zuordnung zu einzelnen Karosseriebauern ist vielfach dadurch erschwert, dass Abarth in dieser Phase nach außen häufig selbst als „Carrozzeria“ auftrat, obwohl nur das Design von dort stammte; der eigentliche Karosseriebau war hingegen an externe Karosseriebauer wie Corna, Beccaris oder Sibona-Basano ausgelagert, ohne nach außen hin durch deren Embleme gekennzeichnet zu sein.

### Design und technische Basis
Das Design der von Beccaris & Teraschi gefertigten Coupé-Karosserien ging vielfach auf frühere Zagato-Entwürfe zurück, verzichtete jedoch auf die für ihn typischen „Double-Bubbles“, zwei charakteristische Dachhöcker für eine größere Kopffreiheit. Der Grundentwurf wurde kontinuierlich von dem Abarth-Chefingenieur Mario Colucci weiterentwickelt. Im Vordergrund standen die Verringerung des Luftwiderstandsbeiwerts zur Steigerung der Höchstgeschwindigkeit sowie die Erhöhung des Abtriebs zur Steigerung der Kurvengeschwindigkeit. Das Design war weitestgehend funktional, worauf Beccaris nur in Details Einfluss nehmen konnte.
Basis der in Turin eingekleideten Fahrzeuge war zumeist die überarbeitete Bodengruppe eines Fiat 600, insbesondere des 600 D mit einem Radstand von 2000 Millimeter sowie einer Spurweite von 1150 Millimeter vorne und 1160 hinten. Gegen Ende kamen modifizierte Bodengruppen des Simca 1000 hinzu, deren Radstand 9 Zentimeter und deren Spurweiten 11 beziehungsweise 8 Zentimeter größer waren. Nur sehr wenige Exemplare nutzten statt des Konzepts mit Hecktriebblock einen Mittelmotor in einem Gitterrohrrahmen.

### Erfolge im Motorsport
Von Beccaris karossierte Sportwagen erzielten zahlreiche Motorsport-Erfolge, sowohl auf der Rundstrecke als auch bei Slalom- und Bergrennen. So gewannen Abarth-Sportwagen mit Beccaris-Karosserie den Weltmeistertitel in der Sportwagen-Weltmeisterschaft 1962 in der neu geschaffenen Kategorie der Sportwagen bis 1,0 Liter Hubraum. Bereits zuvor wurden bei dem zur Sportwagen-Weltmeisterschaft zählenden 24-Stunden-Rennen von Le Mans 1961 der Klassensieg erzielt (Gesamtrang 14), beim 4-Stunden-Rennen von Pescara 1961 der zweite Platz in der Klasse (Gesamtrang 11 inmitten von Ferrari- und Porsche-Sportwagen).

### DieBeccaris-Abarthsheute
Vor allem wegen ihrer Seltenheit sowie vielfach ihrer Rennsportgeschichte gehören die von Beccaris karossierten Sportwagen heute zu den besonders gesuchten Sammlerstücken. Freihändige Verkäufe sind inzwischen selten; gelegentlich werden sie bei Automobilauktionen versteigert oder unter Sammlern getauscht. Mehrere Beccaris-Abarths befanden sich in der namhaften, inzwischen aufgelösten Collezione Maranello Rosso von Fabrizio Violati in San Marino
- Bei einer Versteigerung im Vereinigten Königreich am 13. September 2014 erzielte ein Abarth 1000 Sport 131-MC Spider Tubolare mit einer Karosserie von Beccaris – obwohl nicht fahrbereit – 122.460 Pfund Sterling (136.768 Euro) (inklusive Zuschlag).[10]

- Bei derselben Veranstaltung erreichte ein Abarth Simca 2000 GT Corsa „Campionissimo Europa Montagna“ mit Karosserie von Beccaris 219.900 Pfund (249.057 Euro) (inklusive Zuschlag).[11]

- Im Jahr 2015 erbrachte ein Abarth Simca 1300 GT Corsa „Short Nose World Champion Coupé“ mit Karosserie von Beccaris – obwohl teilweise demontiert – 82.140 Pfund (93.031 Euro),[12] im gleichen Jahr ein ähnliches, jedoch komplettes Fahrzeug aus der Sammlung Maranello Rosso 128.800 Euro (jeweils inklusive Zuschlag).[13]

- Ebenfalls 2015 erreichte ein Fiat Abarth Monomille GT Coupé von 1961/’62 trotz nicht originalem Motor 36.800 Pfund (41.679 Euro) (inklusive Zuschlag).[14]